# Günter Blobel
Günter Blobel (Waltersdorf/Silésia, Alemanha (atualmente Polônia), 21 de maio de 1936 - Nova Iorque, 18 de fevereiro de 2018) foi um biólogo alemão.
Foi agraciado com o Nobel de Fisiologia ou Medicina de 1999, por descobrir que as proteínas têm sinais intrínsecos que direcionam seu transporte e sua localização nas células. Foi indicado para integrar a Pontifícia Academia das Ciências em 2001.